# Scolopendra chlorotes
Scolopendra chlorotes är en mångfotingart som beskrevs av Ludwig Carl Christian Koch 1856. Scolopendra chlorotes ingår i släktet Scolopendra och familjen Scolopendridae.
Artens utbredningsområde är Spanien. Inga underarter finns listade i Catalogue of Life.